# Julián Sánchez
Julián Sánchez García, llamado el Charro (Muñoz, Salamanca, bautizado el 3 de junio de 1774-Etreros, Segovia, 18 de octubre de 1832), fue un guerrillero y militar español, muy conocido por su participación en la Guerra de la Independencia Española.

## Biografía

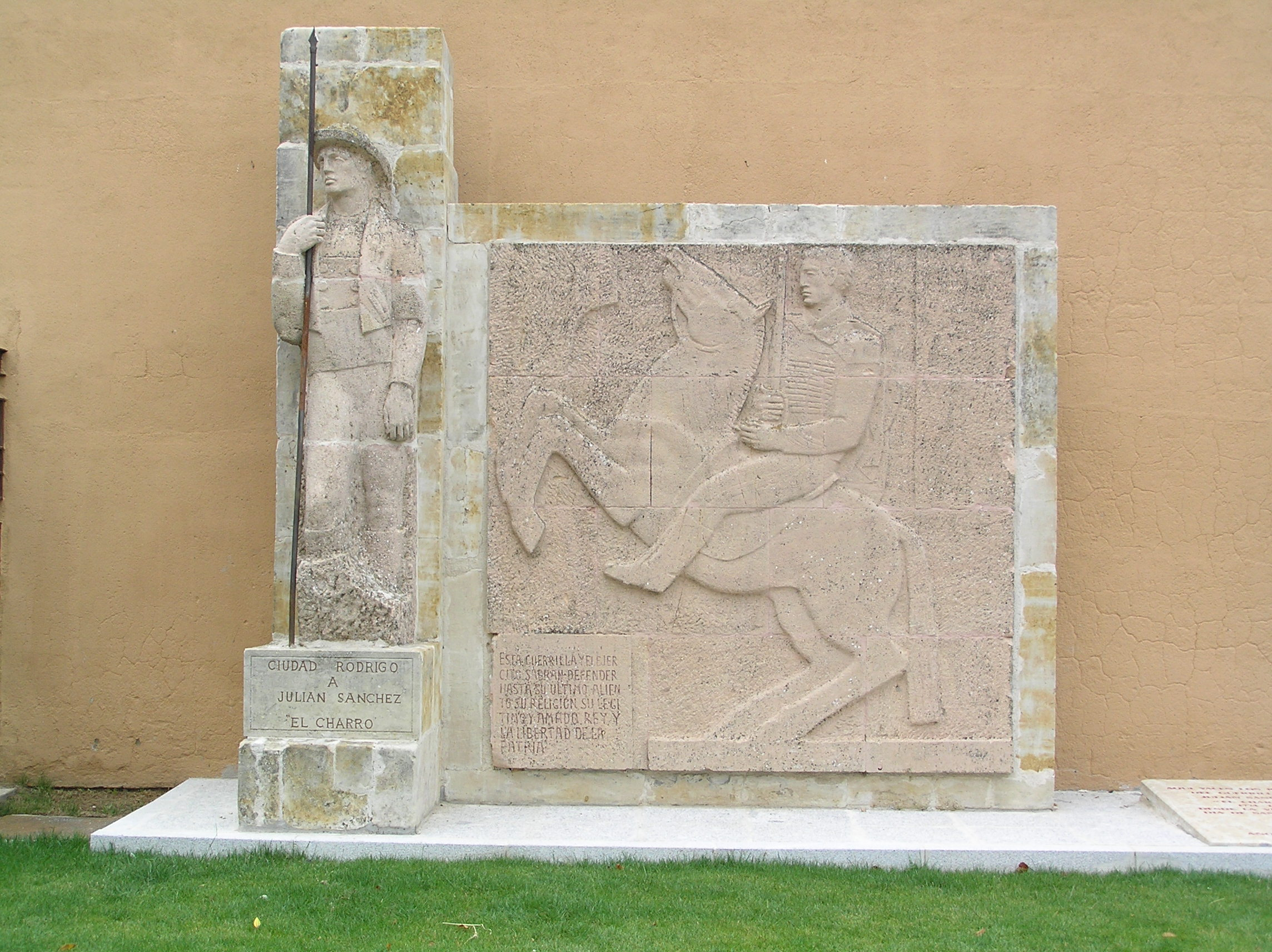
Monumento sobre la tumba de Julián Sánchez el Charro en la plaza de Herrasti de Ciudad Rodrigo.

Era hijo de Lorenzo Sánchez García y de Inés García Arroyo, labradores acomodados. Fue bautizado el 3 de junio de 1774 en Peramato, finca cerca del pueblo de Muñoz, Salamanca, habiendo nacido, según la partida de bautismo, «tres o cuatro días antes». Estudió latinidad con un sacerdote, dedicándose posteriormente a la profesión de sus padres hasta que a los diecinueve años se incorporó al Regimiento de Infantería «Mallorca», siendo enviado a la guerra del Rosellón a las órdenes del general Ricardos. Fue herido por siete trozos de metralla cuando estaba enrolado en la flota anglo-española que asediaba Tolón en apoyo de los realistas franceses.
Participa en la guerra de las Naranjas, que estalló en 1801. Tomó parte en la defensa de Cádiz (1797), combatiendo ahora contra los ingleses del almirante Nelson, cayendo herido por la explosión de un proyectil. Tras reponerse, se incorporó de nuevo al regimiento «Mallorca» en Mérida. Se licenció el 1 de diciembre de ese mismo año, regresando a Salamanca, donde contrajo matrimonio con Cecilia Muriel.

## Guerra de la Independencia
Al estallar la guerra de la Independencia, Julián se incorporó al ejército de nuevo, presentándose el 15 de agosto de 1808 en Ciudad Rodrigo para alistarse en el Regimiento de Caballería que la ciudad estaba preparando. Desde el primer momento se empeñó en hacer las cosas a su manera, adoptando el traje y silla de caballista del campo charro, en lugar del uniforme y la silla de ordenanza, que le permitían mayor movilidad y soltura. Cinco días después de alistarse fue nombrado cabo primero y, al mes, sargento. El 13 de febrero de 1809 fue nombrado alférez de Caballería. Entonces inicia sus primeras acciones capitaneando un grupo de 12 lanceros, el grupo «Lanceros de Castilla» (que en vez de lanzas llevan garrochas de campo).

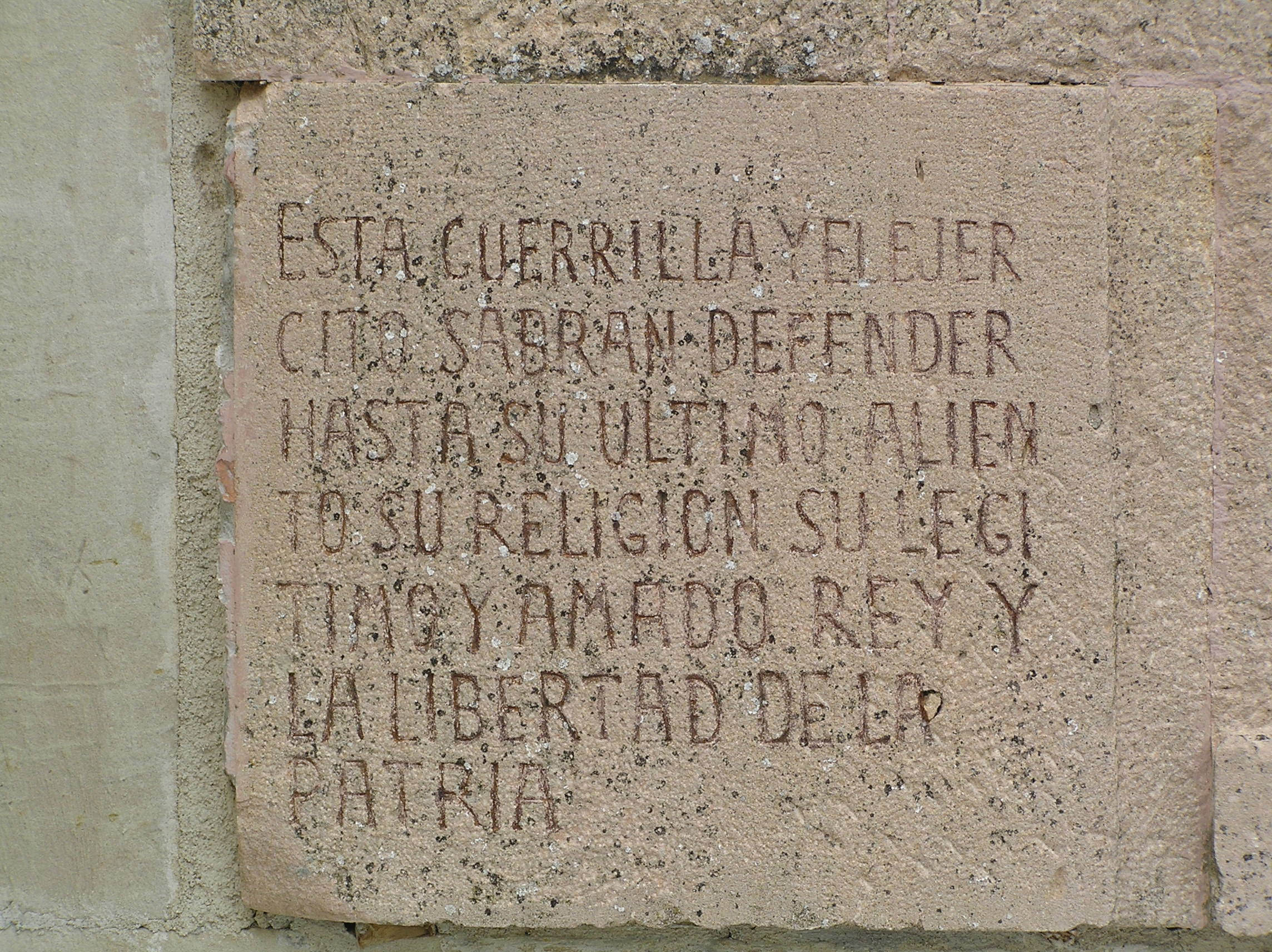
Detalle de la inscripción del Monumento sobre su tumba:
Esta guerrilla y el ejército sabrán defender hasta su último aliento su religión, su legítimo y amado rey y la libertad de la patria.

Salamanca es un punto importante en el camino de las tropas napoleónicas desde Francia a Portugal, por lo que desde ese momento será el terror de los franceses que se mueven por los campos salmantinos.

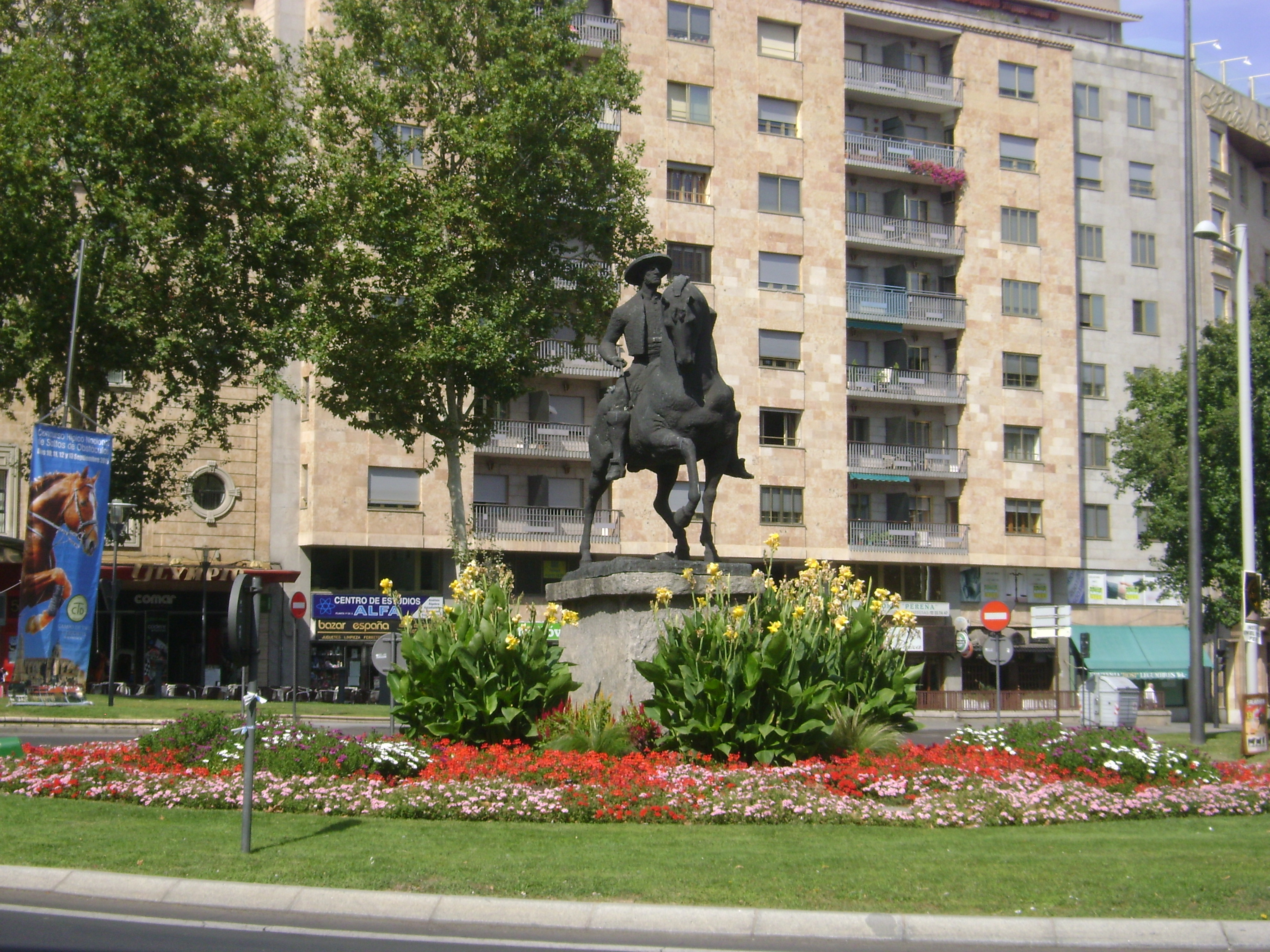
Estatua del Charro en Salamanca.

No tarda en disponer de una partida que se llamará «Los Doscientos de Don Julián», y se adscribe al cuerpo mandado por el general inglés Wilson con el grado de coronel, pero con autonomía propia y aplicando sus propios métodos. Ya en el ejército del futuro Duque de Wellington, el número de guerrilleros bajo su mando se hace tan grande que su partida pasa a denominarse Regimiento Ligero de Lanceros de Castilla, y por último acaba constituyendo la Brigada de Don Julián, denominación que le otorga el ejército a partir de 1810. 
En 1811, Arthur Wellesley, comandante en jefe de las fuerzas aliadas angloportuguesas y más conocido como «Wellington» por adquirir el título nobiliario de Duque de Wellington en 1813 tras sus victorias en España, adscribe la partida al Cuerpo de ejército que él manda, por lo que se les obliga a cambiar su uniforme por uno más marcial. El 22 de julio de 1812 tiene lugar la Batalla de los Arapiles, con una testimonial presencia española a cargo de tropas de caballería, y que pasó a la historia por ser una de las dos más multitudinarias de la época, junto con la de Waterloo. Perdieron la vida unos 12.500 franceses y 5.220 aliados. Ocho generales resultaron muertos y varios más heridos.
Había una canción de la época que decía:

Cuando Don Julián Sánchez monta a caballo
se dicen los franceses ¡viene el diablo!
Cuando Don Julián Sánchez monta a caballo
dicen los españoles ¡vienen los charros!
Canción popular.

## Sus últimos años
En abril de 1816 es nombrado Gobernador militar de Santoña. En 1819 fallece allí su esposa Cecilia Muriel García. En 1822 se casa en segundas nupcias con Juana Ignacia Velarde de Gandarillas y es nombrado Gobernador militar de la provincia de Santander. En 1823 se encontrará entre quienes hagan frente a "Los Cien Mil Hijos de San Luis" (al mando del duque de Angulema), siendo apresado. Como oponente al régimen absolutista, conoce varios periodos de prisión y confinamiento. Encontrándose confinado en Etreros (Segovia) sufre la pérdida de dos hijos y en 1832 muere él mismo.